# 29765 Miparedes
A 29765 Miparedes (ideiglenes jelöléssel (29765) 1999 CG23) a Naprendszer kisbolygóövében található aszteroida. A LINEAR projekt keretében fedezték fel 1999. február 10-én.